# Kim Ji-in

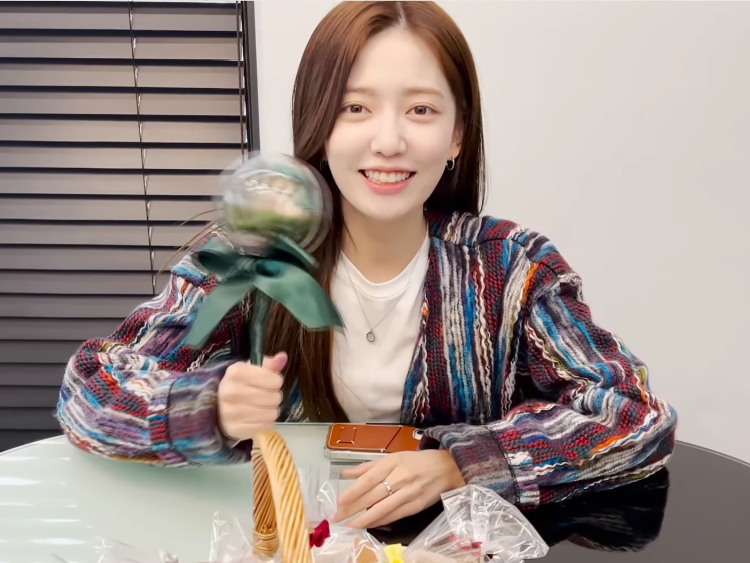
Kim Ji-in

Kim Ji-in (koreanisch 김지인, * 17. September 1996 in Südkorea) ist eine südkoreanische Schauspielerin. Bekannt wurde sie in Extraordinary You, So Not Worth It und Level Up.

## Leben und Karriere
Kim wurde am 17. September 1996 in Südkorea geboren. Ihr Debüt gab sie 2017 in der Fernsehserie The Best Moment To Quit Your Job. Danach spielte sie in Just One Bite mit. Im selben Jahr bekam sie eine Rolle in  Madam Cha Dal Rae's Love. 2019 wurde sie für die Serie How to Hate You gecastet. Kim trat in der Serie Level Up auf. Unter anderem war Kim 2020 in der Serie Hyena zu sehen. Außerdem spielte sie in  So Not Worth It eine Nebenrolle.

## Filmografie (Auswahl)
Serien
- 2017: The Best Moment To Quit Your Job
- 2018: Just One Bite
- 2018: Just One Bite: Pilot
- 2018: Madam Cha Dal Rae's Love
- 2019: How to Hate You
- 2019: Level Up
- 2019: Extraordinary You
- 2020: Hyena
- 2020: Memorist
- 2020: Start-Up
- 2021: So Not Worth It
- 2021: Idol: The Coup
- 2022: Drama Stage